# Bernhard Bauer (Handballfunktionär)

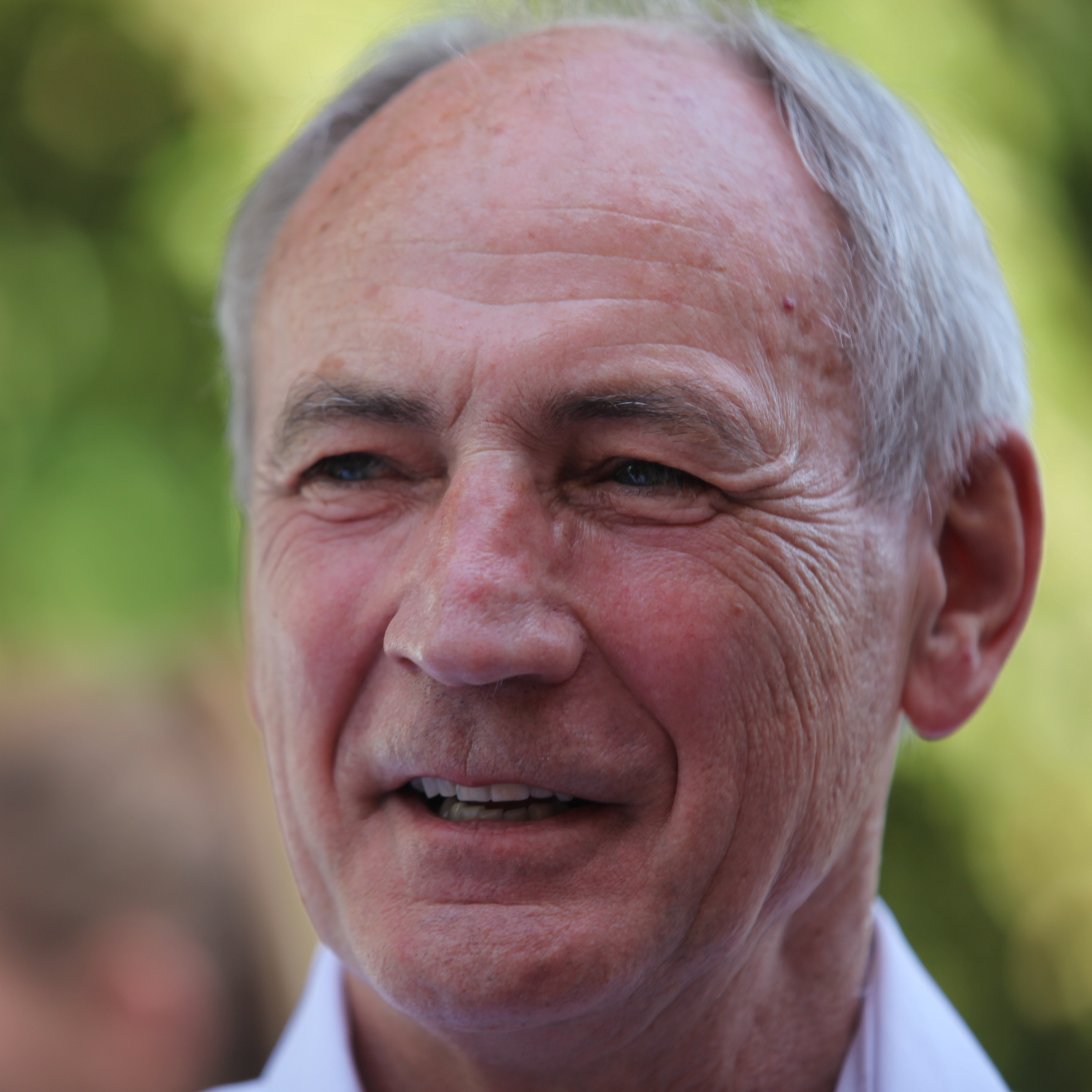
Bernhard Bauer (Juni 2014)

Bernhard Bauer (* 14. November 1950 in Neckarsulm) ist ehemaliger Präsident des Deutschen Handballbundes und Handball-Bundesligaspieler sowie ein früherer politischer Beamter in Baden-Württemberg.

## Ausbildung und Beruf
Bernhard Bauer absolvierte von 1967 an eine Ausbildung für den gehobenen Verwaltungsdienst und war anschließend im Rechnungsprüfungsamt des Landratsamtes Heilbronn tätig. Von 1972 bis 1978 studierte er Rechtswissenschaften und legte 1980 das zweite juristische Staatsexamen ab. 1981 bis 1986 war er zunächst Referent, dann Leiter der Stabsstelle im Regierungspräsidium Stuttgart. Von 1986 bis 1990 war er im Staatsministerium von Baden-Württemberg Referatsleiter für Umwelt und Landwirtschaft. 1990 wechselte er ins Umweltministerium, wo er bis 1992 Leiter der Zentralstelle und anschließend bis 1996 Leiter der Abteilung Grundsatz und Ökologie war. Wieder im Staatsministerium war er von 1996 bis 2000 Leiter der Abteilung Internationale Angelegenheiten, Europapolitik und Protokoll. Hier setzte er sich besonders für die Kooperation des Landes Baden-Württemberg mit Israel ein. Im Jahr 2000 wurde er Ministerialdirektor. Dieses Amt bekleidete er jeweils sechs Jahre im Sozialministerium und im Ministerium für Umwelt bzw. Umwelt, Naturschutz und Verkehr. Nach dem Regierungswechsel zu grün-rot wurde der CDU-Mann Bauer 2012 in den einstweiligen Ruhestand versetzt. Von 2018 bis 2022 gehörte er als stellvertretender Vorsitzender dem Normenkontrollrat Baden-Württemberg an, in den er von der Landesregierung berufen wurde.
Seit 30. Juli 2019 steht Bernhard Bauer dem Verein Bahnprojekt Stuttgart-Ulm e. V. als Vereinsvorsitzender vor, um für die Vorteile des Gemeinschaftsprojekts zu werben.

## Laufbahn als Handballspieler und -funktionär
Zum Handball kam Bernhard Bauer als kleiner Junge in Neckarsulm. Seit der C-Jugend stand er im Tor. Mit 18 Jahren war er bereits Stammtorwart bei der SG Neckarsulm. In seiner Studienzeit wurde er mit der Tübinger Uni-Auswahl Deutscher Hochschulmeister und spielte in der Studenten-Nationalmannschaft. Von seinem fünfzehnten Lebensjahr an war er zudem als Jugendtrainer tätig. Kurz vor Ende seines Studiums wurde er 1976 von der TSG Oßweil verpflichtet, die gerade in die Bundesliga Gruppe Süd aufgestiegen war. 1977 nahm er das Angebot vom näher an Tübingen gelegenen Regionalligisten TV Neuhausen/Erms an, der den Aufstieg in die neu geschaffene einteilige Bundesliga geschafft hatte. Um sich auf sein Assessorexamen konzentrieren zu können, wechselte er in der Stuttgarter Referendarzeit 1979 zum Regionalligisten TV Kornwestheim, bevor er 1982 beim Bundesligisten Frisch Auf Göppingen zusagte. Mit Göppingen belegte er in den Spielzeiten 1982/83 und 1983/84 den fünften und siebten Platz, bevor der Verein in die zweite Liga strafversetzt wurde. Anschließend war er noch bis 1987 bei seinem Heimatverein SG Neckarsulm aktiv.
Von 2002 bis 2008 war Bauer Präsident des Handballverbandes Württemberg (HVW), anschließend dessen Ehrenpräsident.
Am 20. April 2013 beschloss das Erweiterte Präsidium des Deutschen Handballbundes (DHB) von der Arbeitsgruppe Strategie unter Bauer entwickelte Strukturreformen, u. a. die Schaffung der Stelle eines hauptamtlichen Generalsekretärs. Am 21. September 2013 wurde Bernhard Bauer als Nachfolger des langjährigen Amtsinhabers Ulrich Strombach zum Präsidenten des Deutschen Handballbundes gewählt. Dieses Amt hatte er bis zu seinem Rücktritt am 22. März 2015 inne.